# Alexander Maclaren
Alexander Maclaren (11. února 1826 Glasgow, Skotsko – 5. května 1910) byl anglický protestantský kazatel skotského původu.

## Život
Narodil se ve skotském Glasgow jako syn obchodníka a diakona baptistického sboru. Studoval na Univerzitě v Glasgow a v Londýně na Stepney College (baptistické instituci).
Dvakrát byl zvolen prezidentem Baptistické unie Spojeného království a v roce 1905 předsedal prvnímu Světovému kongresu baptistů v Londýně. Dostal čestný doktorát teologie z Edinburské univerzity a z Univerzity v Glasgow.
Náležel éře viktoriánských kazatelů 19. století jako byl např. Charles Spurgeon. Byl známý a zvlášť oblíbený pro svá výkladová kázání (ang. expository preaching). Z jeho díla stojí za zmínku rozsáhlé komentáře k některým biblickým knihám – například k Lukášovu evangeliu, Žalmům a proroctvím Izaiáše a Jeremiáše.

## Dílo

### Přeloženo do češtiny
- Láska, která dokáže nenávidět (kázání)[2]
- Otroci a svobodní (kázání)[3]